# Тульёган
Тульёган (устар. Туль-Ёган) — река в России, протекает по Нижневартовскому району Ханты-Мансийского АО. Устье реки находится в 132 км от устья Сороминской по правому берегу. Длина реки составляет 42 км.

## Данные водного реестра
По данным государственного водного реестра России относится к Верхнеобскому бассейновому округу, водохозяйственный участок реки — Вах, речной подбассейн реки — бассейн притоков (Верхней) Оби от Васюгана до Ваха. Речной бассейн реки — (Верхняя) Обь до впадения Иртыша.

### Притоки
(указано расстояние от устья)
- 13 км: река без названия (пр.)
- 27 км: река без названия (лв.)